# Непедень
Непедень (рум. Năpădeni) — село в Унгенському районі Молдови. Утворює окрему комуну.

## Населення
За даними перепису населення 2004 року у селі проживала 1021 особа.
Національний склад населення села:
| Національність       | Кількість осіб | Відсоток   |
| -------------------- | -------------- | ---------- |
| молдавани румуни     | 1003 6         | 98,2% 0,6% |
| росіяни              | 5              | 0,5%       |
| українці             | 3              | 0,3%       |
| гагаузи              | 1              | 0,1%       |
| інша / без відповіді | 3              | 0,3%       |
| Всього               | 1021           | 100%       |